# 1954 en France
Chronologie de la France
- 1950
- 1951
- 1952
- 1953
- 1954
- 1955
- 1956
- 1957
- 1958

Cette page concerne l'année 1954 du calendrier grégorien en France.

## Événements

### Janvier
- Premier numéro de la revue mensuelle « homophile » Arcadie créée par André Baudry[1].
- 2 janvier : lancement du Carambar, fabriqué à Marcq-en-Barœul par la chocolaterie Delespaul-Havez[2].
- 16 janvier : début de la Présidence de René Coty, (fin au 8 janvier 1959). Le président du conseil Joseph Laniel est maintenu et forme un second gouvernement[3].
- 22 janvier :
  - le ministère de la Reconstruction et du Logement lance un projet de construction de 1 000 cités d'urgence, les « Logements économiques de première nécessité » (LEPN)[4]. Douze mille logements sont construits entre 1954 et 1960.
  - organisation du premier tiercé hippique, une invention d'André Carrus (1898-1980). Le pari est organisé dans la cinquième course, lors du prix Uranie à l'hippodrome d'Enghien[5].
- 24 janvier : meeting de plus de 100 000 personnes près de la Porte de Versailles à Paris. Pierre Poujade, désormais à la tête d’une organisation bien structurée, décide de prendre un tour nettement plus politique, tente d’élargir son assise sociale et géographique et s’engage dans la bataille électorale. Il fonde son parti politique, l’Union de défense des commerçants et artisans qui connait aux élections législatives du 2 janvier 1956 de grands succès électoraux[6].
- 25 janvier : le sultan du Maroc destitué Sidi Mohammed ben Youssef est transféré avec sa famille de Corse à Madagascar[7].

### Février

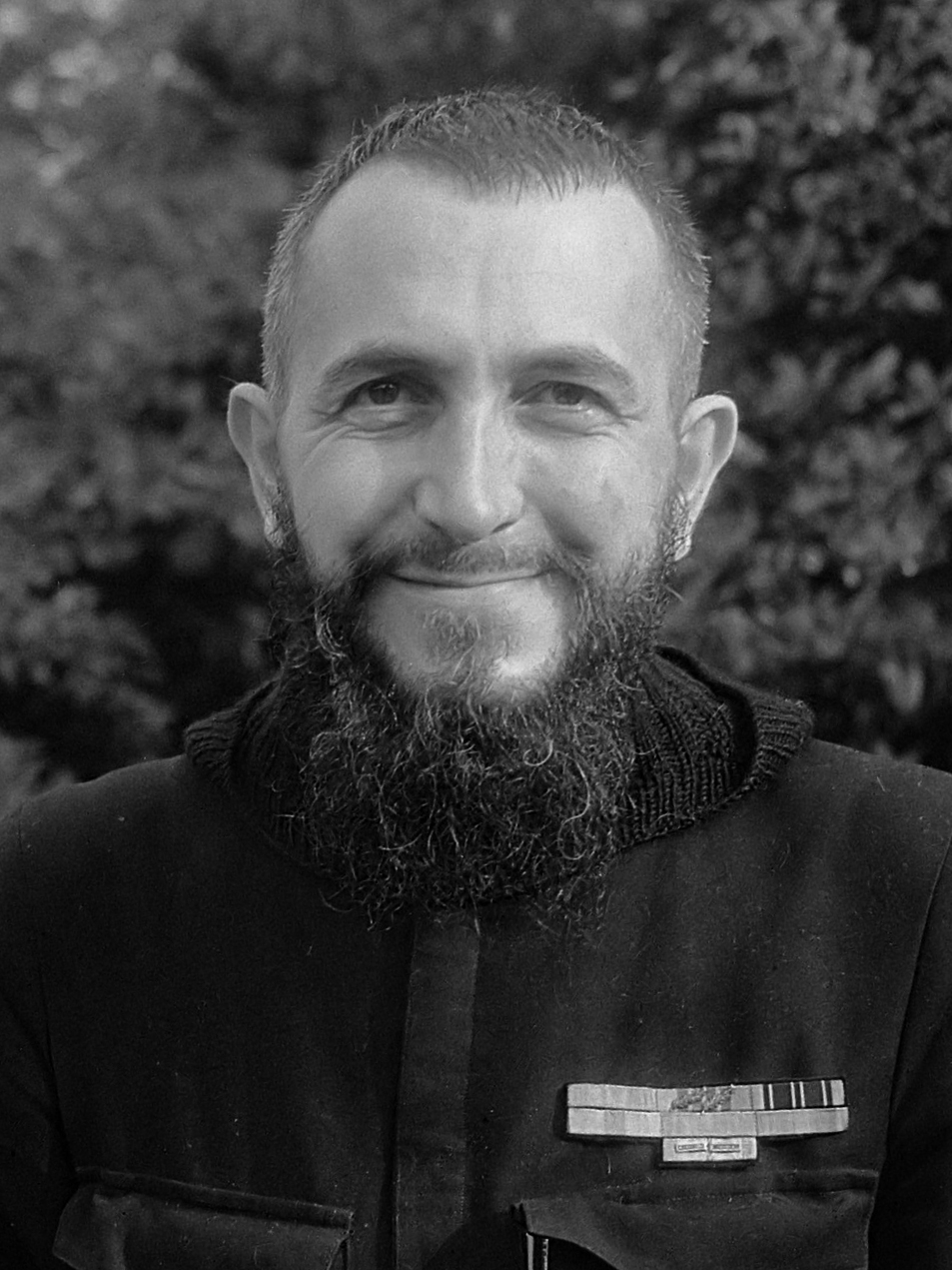
L’abbé Pierre en 1955.

- 1er février : vague de froid de l’hiver 1954. L’abbé Pierre lance un appel à la solidarité avec les sans-abris, sur les ondes de Radio Luxembourg : « Mes amis, au secours... Une femme vient de mourir gelée, cette nuit à trois heures, sur le trottoir du boulevard Sébastopol, serrant sur elle le papier par lequel, avant-hier, on l'avait expulsée... ». Cet appel citoyen donne naissance à un grand mouvement de solidarité sans précédent en faveur des mal-logés. Le soir même la RATP laisse ouvertes quatre stations de métro et la ville de Paris, des écoles et des gymnases. Une collecte nationale d’argent et de vêtements est organisée. Le gouvernement promet la création de 12 000 « cités d’urgence » et l'Assemblée vote un budget de 10 milliards de francs[8].
- 5 février : après quinze années d'inactivité, Gabrielle Chanel (1883-1971) rouvre sa maison de couture à l'âge de soixante et onze ans. Sa première collection est mal accueillie par la presse[9].
- 6 février : Diên Biên Phu est encerclé par le Viêt-minh[10].
- 11 février : décret portant organisation du Fonds de construction, d'équipement rural et d'expansion économique créé par la loi du 11 juillet 1953[11]. Cet organisme doit financer les investissements publics permettant le développement et le désenclavement du monde rural. Les industries sont incitées à se reconvertir pour absorber la demande du monde agricole et à une certaine décentralisation vers la campagne.

### Mars
- 1er mars : le pape Pie XII interdit l’expérience des prêtres ouvriers, commencée en 1943[12].
- 9 mars : début du débat sur l’Indochine à l’Assemblée nationale. Pierre Mendès France se prononce en faveur de négociation directes avec le Viêt-minh[13].
- 13 mars : déclenchement de l'assaut du Viêt-Minh sur Diên Biên Phu[14].
- 23 mars : l’abbé Pierre fonde les « Compagnons d'Emmaüs », communauté de chiffonniers qui construisent des logements pour les sans-abri[15].
- 25 mars : découverte du gisement de pétrole de Parentis[16].
- 25 mars - 9 avril : Festival de Cannes[17].
- 30 mars-5 avril : seconde offensive du Viêt-minh sur Diên Biên Phu[14].

### Avril
- 4 avril : Laniel et Pleven sont conspués place de l'Étoile à Paris[18].
- 10 avril : réforme fiscale ; l'impôt sur les sociétés est majoré de 2 % et passe de 34 à 36 % (en contrepartie de la suppression de la taxe sur la production) et la nouvelle TVA entre en vigueur[19], remplaçant la TPS, dont le taux était à 8,5 %. Instauration d'une taxe de 5 % sur les importations. Pour lutter contre les effets inflationnistes de la TVA, les abattements pour les entreprises sont accrus de 18 %.
- 15 avril : loi sur le traitement des alcooliques dangereux pour autrui. La loi restera largement inappliquée faute de décret d'application[11].
- 26 avril : ouverture de la conférence de Genève sur la Corée et l’Indochine[10].

### Mai
- 1er mai : première parution du mensuel Le Monde diplomatique[20].

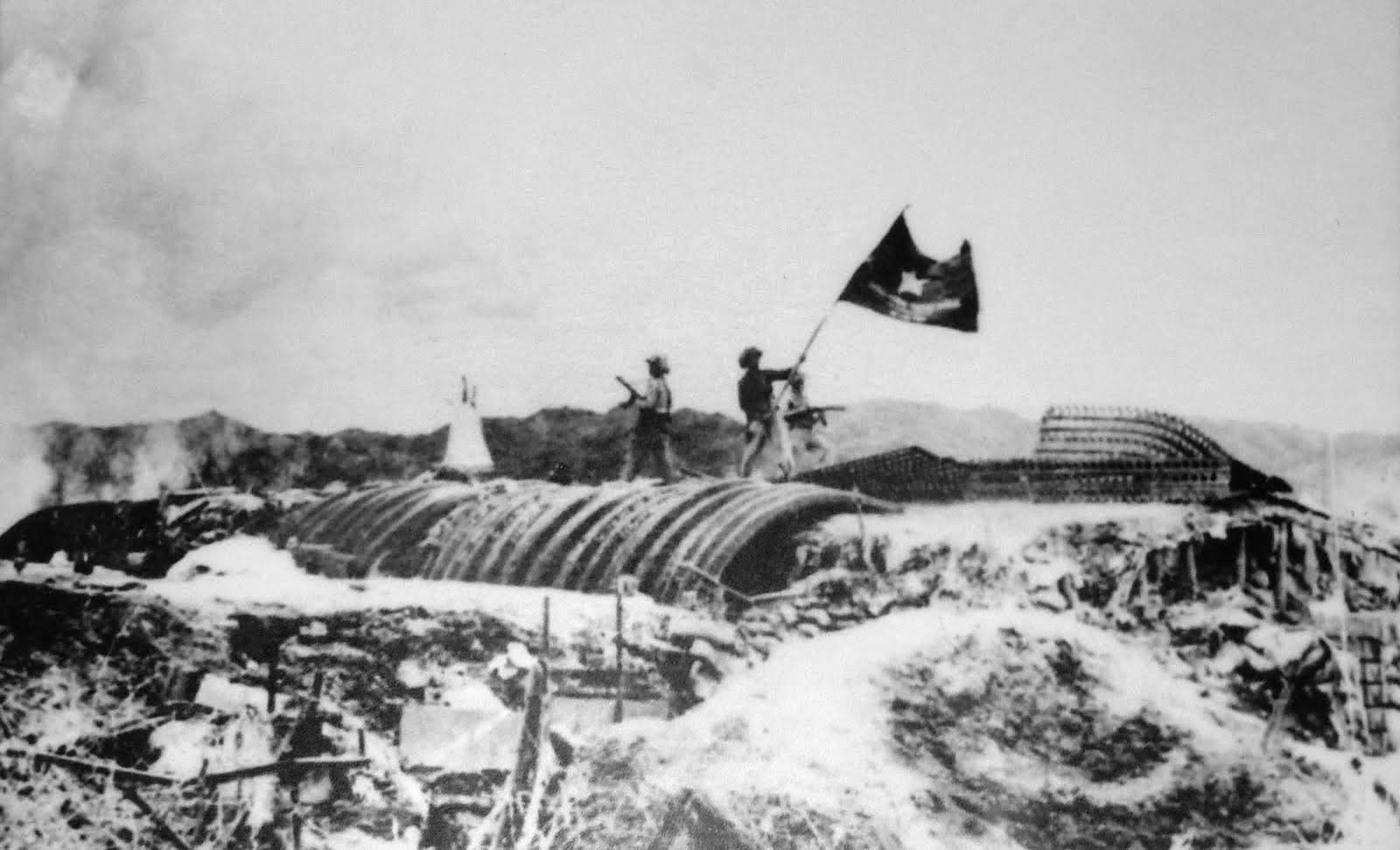
Troupes du Viet Minh plantant leur drapeau sur le quartier général français à Diên Biên Phu.

- 7 mai : défaite et capitulation française à la bataille de Diên Biên Phu. Le général Võ Nguyên Giáp prend Diên Biên Phu et fait 10 000 prisonniers[21].
- 8 mai :
  - la conférence de Genève, ouverte le 26 avril, invite le Viêt-minh et les gouvernements du Viêt Nam, du Laos et du Cambodge à participer aux négociations sur l’Indochine[21]. La délégation française (Georges Bidault) propose une paix immédiate au Laos et au Cambodge, un armistice avec regroupement « en peau de léopard » au Viêt Nam[22].
  - Mouloudji interprète au Théâtre de l'Œuvre, Le Déserteur, chanson écrite par Boris Vian ; la chanson, enregistrée le 14 mai, fait scandale. Elle est interdite d'antenne le 14 juillet[23].
- 9 mai : des partisans du général de Gaulle manifestent en faveur de son retour au pouvoir alors qu’il se recueille devant la tombe du Soldat inconnu à Paris[24].
- 10 mai :
  - recensement général de la population, qui se monte à 43 millions d'habitants[25]. Il intègre la répartition par catégorie socioprofessionnelle définie par l’INSEE.
  - Pham Van Dong, vice-président de la République démocratique du Viêt Nam, présente à Genève les propositions du Viêt-minh : reconnaissance par la France de l’indépendance du Viêt Nam, du Cambodge et du Laos, retrait des troupes étrangères et organisation d’élections libres, cessez-le-feu et échange de prisonniers[22].

### Juin
- 3-7 juin : XIIIe congrès du Parti communiste français à Ivry-sur-Seine[26].
- 4 juin : sortie de L'Affaire Maurizius film franco-italien réalisé par Julien Duvivier[27].
- 12 juin : à l’issue d’un nouveau débat sur l’Indochine, l’Assemblée nationale refuse la confiance par 306 voix contre 296 au gouvernement de Joseph Laniel qui présente sa démission. Pierre Mendès France est chargé de former un nouveau gouvernement[18],[28].
- 13 juin : coup d’État de Yanaon[29]. Les partisans de l’intégration de la colonie française de Yanaon forment un gouvernement provisoire, dirigé par Dadala Rafael Ramanayya, qui proclame le rattachement du territoire à l’Union indienne.
- 18 juin : début du gouvernement Pierre Mendès France jusqu'au 5 février 1955[3] (investiture très large le 17 juin par 419 voix contre 47 et 143 abstentions). Pour la première fois depuis 1947, les communistes apportent leur appui à un président du conseil[30]. Pierre Mendès France s’engage à régler l’affaire d’Indochine en six semaines et à présenter un plan de redressement économique avant le 20 juillet.
- 23 juin : rencontre à Berne, en marge de la Conférence de Genève, de Mendès-France et du représentant chinois Chou En Lai[31].
- 26 juin : première causerie hebdomadaire radiodiffusée de Mendès France (fin le 29 janvier 1955)[32].

### Juillet
- 2 juillet : sortie de Théodora, impératrice de Byzance (Teodora imperatrice di Bisanzio), film franco-italien de Riccardo Freda[33].
- Nuit du 20 au 21 juillet : accord de paix de Genève mettant fin à la guerre d’Indochine[34]. Non signés par les États-Unis, ils reconnaissent aux communistes la moitié Nord du Viêt Nam. Les Français doivent se retirer d’Indochine. Indépendances totales du Laos et du Cambodge, évacués par le Viêt-minh. Le Viêt Nam est partagé en deux États par le 17e parallèle sous réserve que des élections générales aient lieu dans les deux ans en vue d’une réunification[14].
- 29 juillet : le programme d'équilibre financier, d'expansion économique et de progrès social proposé par Mendès France est adopté en Conseil des ministres[35]. Parmi les priorités définies : équilibre des échanges, reconversion des industries et de la main-d’œuvre, baisse du coût de l’énergie et du crédit et développement des logements sociaux[36].
- 31 juillet : discours de Pierre Mendès France à Carthage promettant l’autonomie interne à la Tunisie et au Maroc[37].

### Août
- 1er août :
  - la rumeur du retour du sultan du Maroc Sidi Mohammed après le discours de Carthage provoque des manifestations dans les principales villes du Maroc, qui tournent à l’émeute à Kénitra, Sidi Kacem et à Fès[38].
  - deuxième victoire de Louison Bobet dans le Tour de France[39].
- 13 août : vote de la loi loi-cadre donnant des pouvoirs spéciaux au gouvernement en matière d'économie pour mener à bien l'expansion économique[18] (Loi no 54-809 du 14 août 1954). Le gouvernement profite des pouvoirs spéciaux pour faire adopter de nombreux décrets sur la reconstruction industrielle, l'aménagement du territoire, la rénovation agricole, la recherche scientifique (recherches du Commissariat à l'énergie atomique en matière militaire), l'octroi d'aides fiscales à la production laitière par la distribution de verres de lait aux enfants des écoles, la lutte contre l'alcoolisme.
- 15 août : opération « képi blanc » dans la médina de Fès. Les troupes de la Légion étrangère occupent le quartier arabe de Fès pour réprimer un soulèvement nationaliste : 125 marocains sont arrêtés[40].
- 22 août : Louison Bobet champion du monde de cyclisme sur route à Solingen[41].
- 27 août : Pierre Mendès France annonce à l’assemblée nationale la création d’un conseil d’études des réformes au Protectorat du Maroc[40].
- 30 août : sans même en débattre sur le fond, l’Assemblée refuse de ratifier le traité de la CED (1952) par 319 voix contre 264[42]. Ses détracteurs estiment que la CED ouvre la voie à l’intégration politique. Se dessaisir de ses troupes signifie pour eux l’abandon d’un élément fondamental de la souveraineté nationale.

### Septembre
- 10 septembre : Marius Dewilde aurait observé deux extraterrestres et une soucoupe volante à Quarouble, dans le Nord-Pas-de-Calais. Début d’une importante vague d'observations d’ovnis sur tout le territoire[43]. Des milliers de témoins, souvent relayés par de nombreuses coupures de presses[44], rapportent des rencontres rapprochées de tous types.
- 18 septembre : début de l'affaire des fuites[18]. Pierre Mendès France commande une enquête le ministre de l'Intérieur François Mitterrand soupçonné d'être à l'origine de fuites d'informations confidentielles relatives à la guerre d'Indochine au profit du PCF[45].
- 24 septembre : sortie du film L'Air de Paris de Marcel Carné[46].

### Octobre
- Création de la société de distribution de produits culturels « Fnac » par André Essel et Max Théret[47].
- 10 octobre, Algérie : le CRUA (Comité révolutionnaire d’unité et d’action) décide de déclencher l’insurrection armée. Création à Alger du Front de libération nationale (FLN) algérien[48].
- 15 octobre : sortie du film Ah ! les belles bacchantes  de Jean Loubignac[49].

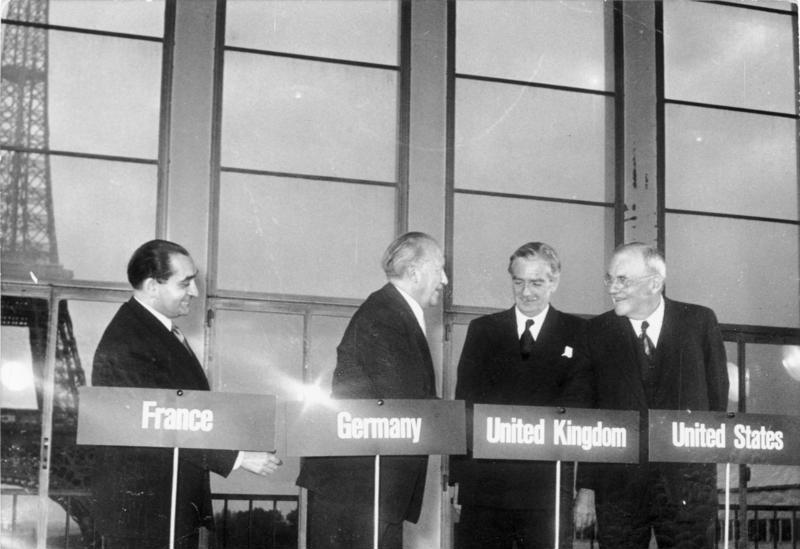
Pierre Mendès France à la conférence de l'OTAN sur le réarmement de l'Allemagne, le 20 octobre 1954. Avec Anthony Eden, John Foster Dulles et Konrad Adenauer.

- 19 au 23 octobre : signatures des accords de Paris qui reprennent les principes définis à Londres. Mise en place de l’Union de l’Europe occidentale qui se base sur le traité de Bruxelles modifié (Londres-Paris, 3-23 oct), auquel adhèrent la RFA et l’Italie (qui se réarment donc). L’Union soviétique proteste contre ces accords et renouvelle sa proposition d’un pacte européen de sécurité collective ; accord sur la Sarre signé par Pierre Mendès France et Konrad Adenauer qui prévoit le maintien de l’union économique franco-sarroise et l’organisation d’un référendum permettant à la population sarroise de se prononcer sur ce statut[42].
- 21 octobre : accord franco-indien de Delhi sur l’évacuation des comptoirs français de Chandernagor, Pondichéry, Kârikâl, Mahé et Yanaon. Le traité permet aux populations indigènes de choisir entre les deux nationalités[29].

### Novembre
- 1er novembre : Toussaint rouge, début de l’insurrection en Algérie. Vague de 70 attentats revendiqués par le Front de libération nationale (FLN), qui attaque des cibles françaises ; c’est le début de la guerre d’Algérie. Ils font huit morts et une douzaine de blessés. Les insurgés se retranchent dans les Aurès. De violents combats de déroulent dans le djebel Chélia du 4 au 6 novembre[48]. 56 500 soldats français sont alors engagés dans le conflit[50].
- 5 novembre, Algérie : le Mouvement pour le triomphe des libertés démocratiques en Algérie (MTLD) est dissous ; Messali Hadj fonde le Mouvement national algérien[48].
- 11 novembre : lancement de l'hebdomadaire Jours de France[51].
- 12 novembre : à l’Assemblée, Pierre Mendès France affirme qu’il défendra l’Algérie française (« l’Algérie, c’est la France... » « À la volonté criminelle de quelques hommes doit répondre une répression sans faiblesse »)[48].

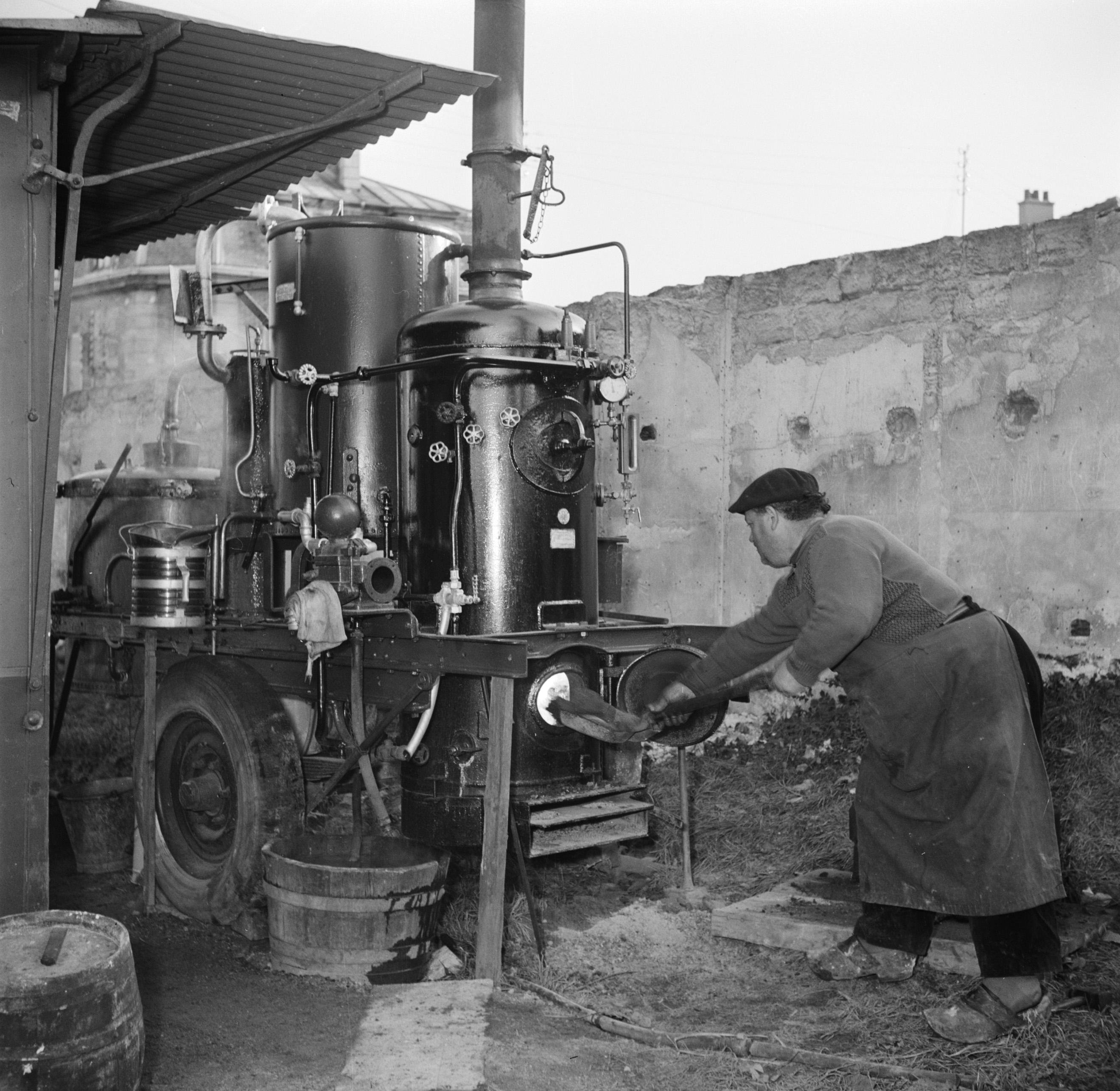
Un bouilleur de cru ambulant près de Paris en 1954. Photo Willem van de Poll.

- 13 novembre : décrets limitant le régime des bouilleurs de crus[52], mesure contre l'alcoolisme.
- 28 novembre : Gaston Dominici est condamné à mort pour le triple meurtre de Lurs[53].
- 30 novembre : vote d'une « réformette » constitutionnelle. Renoncement à la double investiture et à la nécessité d'une majorité absolue pour le vote de confiance (loi constitutionnelle du 7 décembre 1954)[54].

### Décembre
- 1er décembre : le gouvernement autorise l'envoi de renforts militaires en Algérie, en appui des forces de gendarmerie et de police déjà déployées[55].
- 6 décembre :
  - le Prix Goncourt est attribué à Simone de Beauvoir pour son roman Les Mandarins dans lequel elle met en scène un groupe d'intellectuels parisiens qui confrontent leurs réflexions sur une société affectée par la Seconde Guerre mondiale et la guerre froide[56].
  - création du Fonds de reclassement de la main-d'œuvre, chargé de faciliter l’installation des ruraux dans les villes par le versement de primes d'adaptation[57].
- 9 décembre : les autorités tunisiennes et françaises annoncent que 2 514 fellaghas ont rendu les armes[58].
- 10 décembre : débat parlementaire sur la situation en Afrique du Nord[59].
- 22 décembre : opération de police contre les nationalistes en Algérie et en France. Arrestation de 150 membres du Mouvement pour le triomphe des libertés démocratiques dissous[60].
- 24 décembre :
  - l’Assemblée nationale approuve le rétablissement de la souveraineté allemande et l’accord sur la Sarre signé par Pierre Mendès France et Konrad Adenauer le 23 octobre[61].
  - sortie du film Ali Baba et les quarante voleurs de Jacques Becker[62].
- 27-30 décembre : ratification par la France des accords de Paris sur l’Union de l’Europe occidentale et l’OTAN[42].
- 30 décembre : après l’avoir refusé le 24, l’Assemblée vote la confiance au gouvernement sur le projet de loi autorisant le réarmement de l’Allemagne fédérale et la création d’un Conseil de l'Europe occidentale[61].
- 31 décembre : une épidémie de variole est signalée à Vannes[63].

## Naissances en 1954
- 24 mars : André Auréglia, capitaine des ports en Principauté de Monaco, monégasque depuis 7 générations.
- 13 janvier : Céline Monsarrat, actrice française spécialisée dans le doublage.
- 7 février : Maïk Darah, actrice française, spécialisée dans le doublage, voix de Whoopi Goldberg.
- 17 février : Rémy Pflimlin, homme d'affaires français († 3 décembre 2016).
- 22 février : Nicolas Marié, acteur français
- 4 mars : François Fillon, politicien français.
- 8 mars : Nathalie Quintane, écrivaine et poétesse française.
- 17 mai : Jean-Marie Bigard, acteur et humoriste français.
- 31 mai : Bernard Métraux, acteur français spécialisé dans le doublage.
- 6 juin : Françoise Blanchard, actrice française († 24 mai 2013).
- 19 juin : Philippe Manœuvre, journaliste français.
- 17 juillet : Michel Field, journaliste, écrivain, animateur de radio et dirigeant de télévision français.
- 12 août : François Hollande, ancien Président de la République français de 2012 à 2017.
- 8 septembre : Pascal Greggory, acteur français.
- 7 décembre : Pascal Renwick, acteur de doublage vocal français, voix d'Arnold Schwarzenegger, Laurence Fishburne ou encore Ron Perlman († 19 juillet 2006).

## Décès en 1954
- Colette
- Henri Matisse